# Zulte
Zulte este o comună neerlandofonă situată în provincia Flandra de Est, regiunea Flandra din Belgia. La 1 ianuarie 2008 avea o populație totală de 14.713 locuitori. 

## Geografie
Comuna actuală Zulte a fost formată în urma unei reorganizări teritoriale în anul 1977, prin înglobarea într-o singură entitate a 3 comune învecinate. Suprafața totală a comunei este de 35,52 km². Comuna este subdivizată în secțiuni, ce corespund aproximativ cu fostele comune de dinainte de 1977. Acestea sunt:
| - I. Zulte - II. Olsene - III. Machelen |

Localitățile limitrofe sunt:
- a. Kruishoutem
- b. Waregem
- c. Sint-Eloois-Vijve (Waregem)
- d. Sint-Baafs-Vijve (Wielsbeke)
- e. Wakken (Dentergem)
- f. Oeselgem (Dentergem)
- g. Gottem (Deinze)
- h. Grammene (Deinze)
- i. Deinze
- j. Petegem-aan-de-Leie (Deinze)